# Стоичешти (Долж)
Стоичешти (рум. Stoicești) насеље је у Румунији у округу Долж у општини Булзешти. Oпштина се налази на надморској висини од 275 m.

## Становништво
Према подацима из 2002. године у насељу је живело 162 становника, од којих су сви румунске националности.